# Chengxiang, Anxi
Chengxiang (kinesiska: 城厢) är en köping i sydöstra Kina. Den ligger i Anxi härad i staden Quanzhou i provinsen Fujian, omkring 160 kilometer sydväst om provinshuvudstaden Fuzhou. Antalet invånare är 86 142. Befolkningen består av 40 903 kvinnor och 45 239 män. Barn under 15 år utgör 18,0 %, vuxna 15-64 år 76 %, och äldre över 65 år 5,0 %.